# Jason Adasiewicz
Jason Adasiewicz (Crystal Lake, 14 oktober 1977) is een Amerikaanse jazz-vibrafonist en componist die actief is in Chicago.
Adasiewicz studeerde drums aan DePaul College (een medeleerling was trompettist Amir ElSaffar), verliet de school en speelde in artrock-groepen in clubs in Chicago. Eind jaren negentig speelde hij enige tijd in een jazzgroep met kornettist Josh Berman. In 2002 woonde hij kort met zijn vrouw in Madison (Wisconsin), waar hij werkte bij een organische boerderij. Terug in Chicago werd hij actief in de jazz- en improvisatiescene van de stad, hij speelde vibrafoon in allerlei groepen en ging werken met een eigen band, Rolldown. Hij speelde met onder meer Harris Eisenstadt, Guillermo Gregorio, Fred Lonberg-Holm en Ken Vandermark. Met Rolldown (met Berman, Aram Shelton, Jason Roebke en Frank Rosaly) nam hij enkele albums op, de eerste in 2008. In datzelfde jaar begon hij ook een trio (Sun Rooms) met Reed en bassist Nate McBride. In 2011 had hij een groot aandeel in de muziek van een album van de groep Living By Lanterns, een band van drummer Mike Reed.

## Discografie
- Rolldown, 482 Music (met Rolldown), 2008
- Varmint (met Rolldown), Cuneiform Records, 2009
- Sun Rooms (met Sun Rooms), Delmark, 2009
- Spacer (met Sun Rooms), Delmark, 2011

met Living By Lanterns:
- New Myth/Old Science, Cuneiform Records, 2012